# Flaga Międzyrzecza
Flaga Międzyrzecza – na podstawie rozdziału II. § 5. pkt 3. uchwały nr V/58/2003 Rady Miejskiej w Międzyrzeczu z dnia 25 marca 2003 roku w sprawie Statutu Gminy Międzyrzecz, flaga miasta Międzyrzecz jest jednocześnie flagą gminy Międzyrzecz.
Stanowi ją prostokątny płat tkaniny o proporcjach boków jak 1:1.6, składający się z 3 poziomych pasów. Pasy: górny i dolny mają kolor niebieski, a każdy z nich stanowi po 1/4 wysokości flagi. Pomiędzy nimi znajduje się pas o barwie białej, stanowiący połowę wysokości flagi - pośrodku którego umieszczony jest herb gminy Międzyrzecz. Dopuszcza się używanie flagi bez herbu.
Flagi - przy zachowaniu jej poszanowania - używają organy gminy Międzyrzecz i jednostki organizacyjne gminy Międzyrzecz. Mogą jej również używać organy powiatu międzyrzeckiego i jednostki organizacyjne powiatu międzyrzeckiego, a także fundacje, stowarzyszenia, kluby, przedsiębiorcy i inne jednostki organizacyjne mające siedzibę na terenie gminy Międzyrzecz.
Flagi używa się poprzez wywieszenie jej na budynku, przed budynkiem lub wewnątrz pomieszczeń w czasie uroczystości lokalnych i świąt państwowych.